# 蛋奶素主义
蛋奶素主义是一種不吃动物肉但會吃奶制品和蛋类等动物产品的素食主义。 在西方世界，蛋奶素主义者是最常见的素食主義者。 蛋奶素主义者主要吃水果、蔬菜、谷物、豆类、素肉、坚果、种子、大豆、奶酪、牛奶、酸奶和鸡蛋。 

## 宗教

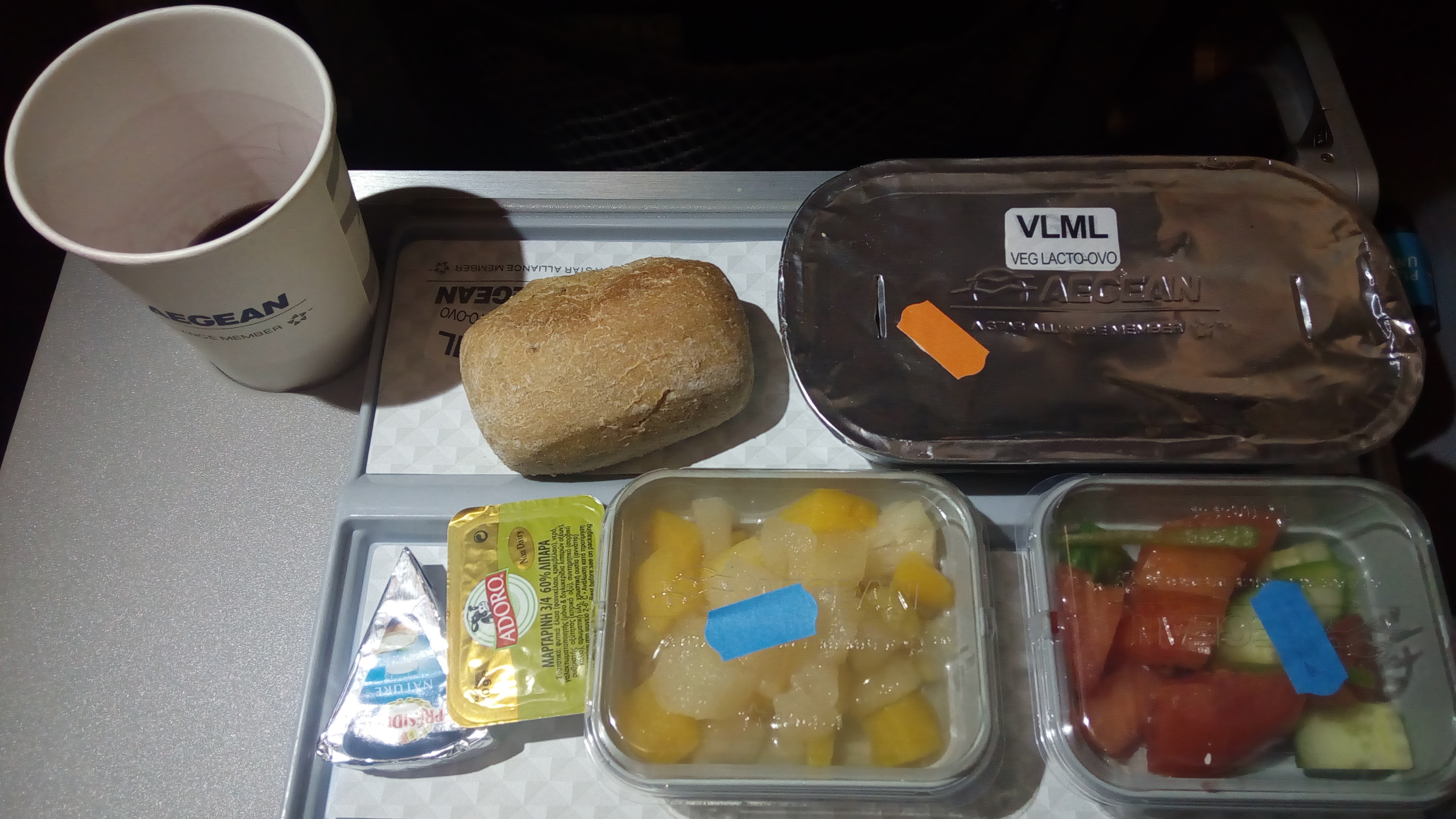
2018年，愛琴海航空推出的蛋奶素主义飛機餐

在印度教和佛教等宗教中，大多数人要么是蛋奶素主义者，要么是奶素主义者。 
许多基督復臨安息日會信徒都是蛋奶素主义者。 

## 对健康的影响
与非素食饮食相比，蛋奶素主义饮食更有好處，例如可以降低血壓、低密度脂蛋白和总胆固醇，而且可能還能降低罹患癌症和心血管疾病的风险。 